# Obština Kaolinovo
Obština Kaolinovo (bulharsky Община Каолиново) je bulharská jednotka územní samosprávy v Šumenské oblasti. Leží ve východním Bulharsku ve vysočinách Dolnodunajské nížiny. Sídlem obštiny je město Kaolinovo, kromě něj zahrnuje obština 10 vesnic. Žije zde necelých 13 tisíc stálých obyvatel.

## Sídla
| - Braničevo - Dojranci - Dolina - Gusla - Kaolinovo (sídlo správy) - Kliment | - Lisi Vrăch - Ljatno - Naum - Omarčevo - Pristoe - Sini Vir | - Sredkovec - Tăkač - Todor Ikonomovo - Zagoriče |

## Sousední obštiny
| Růžice kompasu | Isperich | Dulovo            | Tervel         | Růžice kompasu |
| Růžice kompasu | Samuil   | Sever             | Nikola Kozlevo | Růžice kompasu |
| Růžice kompasu | Samuil   | Obština Kaolinovo | Nikola Kozlevo | Růžice kompasu |
| Růžice kompasu | Samuil   | Jih               | Nikola Kozlevo | Růžice kompasu |
| Růžice kompasu | Venec    | Chitrino          | Novi Pazar     | Růžice kompasu |

## Obyvatelstvo
V obštině žije 12 874 stálých obyvatel a včetně přechodně hlášených obyvatel 22 612. Podle sčítáni 1. února 2011 bylo národnostní složení následující:
- Turci: 8 964 (77.6 %)
- Romové: 1 675 (14.5 %)
- Bulhaři: 722 (6.3 %)
- ostatní: 187 (1.6 %)